# Claremorris
Claremorris (en irlandais Clár Clainne Mhuiris) est une ville du comté de Mayo, dans l'ouest de l'Irlande.
La ville compte en 2016 3 687 habitants

## Personnalités de la commune
- John Francis D'Alton, archevêque d'Armagh et primat catholique irlandais (1946-1963);
- Patrick Cassidy (compositeur), (né en 1956).